# Anablepidae
Anablepidae, malena porodica slatkovodnih i morskih riba koja obuhvaća rodove Anableps Scopoli, 1777, Jenynsia Günther, 1866 i Oxyzygonectes Fowler, 1916 sa 16 vrsta. Žive od južnog Meksika do Južne Amerike.
U narodnim nazivima ove ribe su zbog svojih izbuljenih očiju poznate su kao četverooke ribe, odnosno kao cuatrojos (šp.) i four-eyed fishes (engl.).